# بخش آکوریا
منطقه اکوریا (به اسپانیایی: Acoria District) یک سکونتگاه مسکونی در پرو است که در منطقه اوانکاولیکا واقع شده‌است.

## خصوصیات
منطقه اکوریا ۵۳۵٫۱ کیلومترمربع مساحت و ۲۷٬۷۱۳ نفر جمعیت دارد و ۳٬۱۶۷ متر بالاتر از سطح دریا واقع شده‌است.